# Adenoviridae
Az Adenoviridae a vírusok egy családja, az ebbe a csoportba tartozó fajok az adenovírusok. Az adenovírusok közepes méretű (90-100 nm átmérőjű), lipidburok nélküli, ikozaéder formájú kapsziddal rendelkező vírusok, melyeknek az örökítő anyaga kettős szálú DNS-ből áll. Első képviselőjüket 1953-ban izolálták garatmandulából (angolul adenoid), innen származik a nevük (egy másik verzió szerint a görög adenosz, mirigy szóból). Gazdaszervezeteik a gerincesek közül kerülnek ki, halaktól az emberig. Az embert 57 szerotípusa képes megfertőzni, egy részük nem okoz tüneteket vagy kórokozói lehetnek enyhe felső légúti megbetegedéseknek, gasztroenteritisznek. Legyengült immunrendszerű betegek esetében ritkán halálos fertőzést is okozhatnak.

## Virológiája

### Taxonómia
A családba öt nem tartozik:
- Atadenovirus; típusfaj juh-adenovírus D
- Aviadenovirus; típusfaj: baromfi-adenovírus A
- Ichtadenovirus; típusfaj: tokhal-adenovírus A
- Mastadenovirus; típusfaj: humán adenovírus C
- Siadenovirus; típusfaj: béka-adenovírus

Az embert a Mastadenovirus genusba tartozó hat faj képes megfertőzni, ezek a humán adenovírus (rövidítve HAdV) A, B, C, D, E, F és G. Az ismert 57 szerotípus a következőképpen oszlik meg a fajok között: 
- A: 12, 18, 31
- B: 3, 7, 11, 14, 16, 21, 34, 35, 50, 55
- C: 1, 2, 5, 6, 57
- D: 8, 9, 10, 13, 15, 17, 19, 20, 22, 23, 24, 25, 26, 27, 28, 29, 30, 32, 33, 36, 37, 38, 39, 42, 43, 44, 45, 46, 47, 48, 49, 51, 53, 54, 56
- E: 4
- F: 40, 41
- G: 52

Az egyes fajok más-más tüneteket okoznak:
- légúti megbetegedések (főleg HAdV-B és C)
- kötőhártya-gyulladás (HAdV-B és D)
- gasztroenteritisz (HAdV-F és G)

### Szerkezet

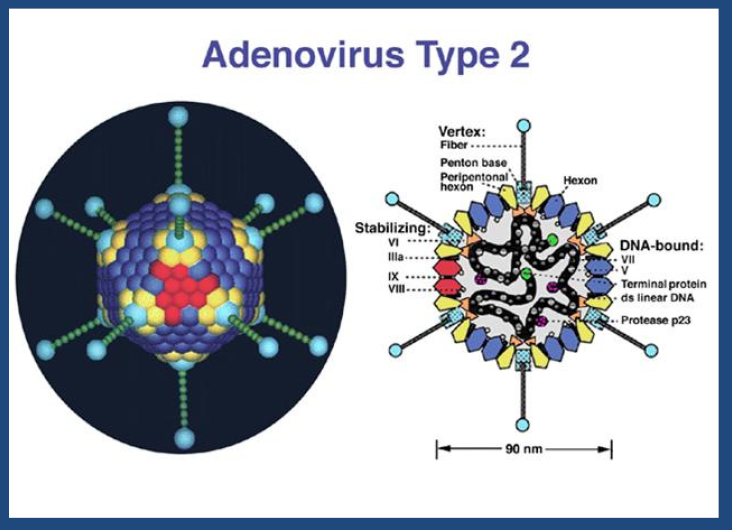
Az adenovírusok szerkezete

Az adenovírusok a legnagyobb burok nélküli vírusok közé tartoznak. Kapszidjuk ikozaéder alakú, csúcsain egy-egy hosszú tüskével vagy szállal, ami a gazdasejthez való kapcsolódást segíti. A kapszid kétféle alegységből, 12 db csúcson elhelyezkedő pentonból és 240, a lapokat alkotó hexonból tevődik össze. 2010-ben bejelentették, hogy a vírus szerkezetét atomi szinten megfejtették, és ezzel a 150 millió dalton súlyú, egymillió aminosavból álló adenovírus a legbonyolultabb, ilyen szinten ismert szervezet. Mivel nincs külső lipidburkuk, a detergenst tartalmazó fertőtlenítőszerek nem hatnak rájuk és a gyengébb savaknak is ellenállnak. 

### Genom
Az adenovírusok genomját egy darab lineáris, kettős szálú DNS alkotja, melynek hossza fajtól függően 26-48 ezer bázispár lehet és 23-46 fehérje íródhat át róla. Jellegzetessége, hogy a DNS mindkét végéhez egy 55 kilodalton méretű fehérje kapcsolódik kovalensen, amely a DNS másolását képes elindítani. A gének csoportokba tömörülnek, például a humán adenovírus E 38 génjéből 17 átírási egységben lesz mRNS, amelyet aztán egy enzim a megfelelő darabokra vág szét. A génszakaszokról splicinggal alternatív fehérjék is átíródhatnak, magát a splicing jelenségét is az adenovírusoknál fedezték fel.

### Életciklus

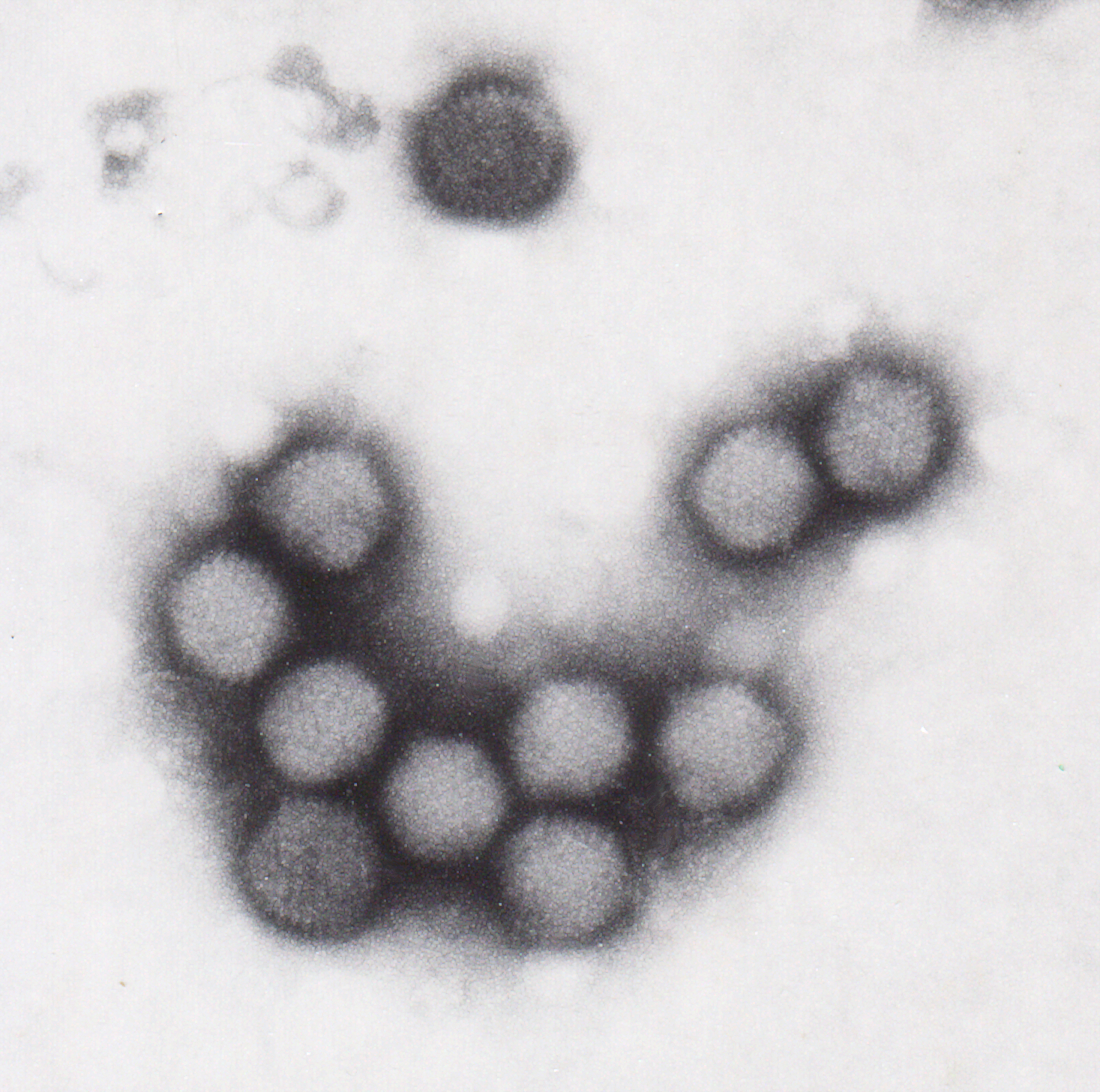
Adenovírusok elektronmikroszkópban

Az adenovírusok gerinces állatok sejtjeit fertőzik meg, DNS-üket a sejtmagban, a gazda enzimjeinek segítségével másolják. A fertőzés azzal kezdődik, hogy a vírus felületén található hosszú szálak vége a sejtfelszíni receptorhoz kötődik. Két receptor ismert; a humán adenovírus B a CD46 felszíni fehérjéhez, a többi faj pedig a CAR (coxsackievirus adenovirus receptor) nevű proteinhez kapcsolódik. Ezután a vírus pentonja egy koreceptorhoz, egy integrinfehérjéhez kötődik, ami kiváltja a vírus endocitózissal való bekebelezését.
Miután bekerült az endoszómába, annak pH-ja elsavasodik, ami normál esetben azt szolgálja, hogy a bekebelezett részecske fehérjéi denaturálódjanak és könnyebben hozzáférjenek a sejt emésztő enzimjei. Az adenovírus felszínéről az alacsony pH-n leválnak a szálak és egy fehérje, ami tönkreteszi az endoszóma membránját, így a vírus kiszabadul a citoplazmába. A sejt belső mikrotubulusait felhasználva a sejtmag egy pórusához vándorol és közben teljesen szétbomlik a kapszidja, így a sejtmagba már csak a virális DNS és a közvetlenül hozzá kapcsolódó fehérjék jutnak be.
A sejtmagon belüli tevékenység két szakaszra, egy korai és egy későire osztható. A korai fázisban szabályozó fehérjék íródnak át, melyek felszaporítják a gazdasejt DNS-szintézishez szükséges enzimjeit, aktiválják a vírus saját DNS-polimerázát és blokkolják a sejt védelmi mechanizmusait (kikapcsolják az apoptózist, az interferon-aktivitást és hogy az MHC-rendszer prezentálja a vírusfehérjéket a sejt felszínén, ami az immunrendszer beindításához szükséges).
Egyes adenovírusok korai génjei képesek megindítani a sejt kontrollálatlan osztódását, amivel saját magának további gazdasejteket biztosít, viszont a szervezetben tumort okozhat.
A korai fázis után történik a virális DNS nagy mennyiségben történő lemásolása. A replikációt a DNS-hez kötődő 55 kilodaltonos fehérje indítja el és a vírus saját polimerázával történik.
A késői fázisban a strukturális fehérjék másolása történik meg, amelyek az új vírusrészecskék összeállításához szükségesek. Ezután összeállnak az új virionok és a sejt elpusztul, sok millió új vírust engedve környezetébe. 

## Epidemiológia
Az adenovírusok meglehetősen hosszú ideig életképesek maradnak a környezetben, ellenállóak a fertőtlenítőszerek egy részével és a nem túl alacsony pH-val szemben. Magas hőmérsékleten illetve hipós kezeléstől elpusztulnak. Többnyire cseppfertőzéssel, esetleg az ürülékkel terjednek. 

### Emberi betegségek
Az adenovírusok főleg felső légúti fertőzéseket okoznak, ami mandula- vagy torokgyulladás (ami tüneteiben megegyezik a Streptococcus-fertőzéssel), esetleg krupp formájában is jelentkezhet. Okozhatnak kötőhártya- és fülgyulladást; a 40 és 41-es szerotípusok pedig gasztroenteritiszt. A kötőhártya- és mandulagyulladás kombinációja különösen gyakori. Gyerekeknél bronchiolitis vagy tüdőgyulladás - akár súlyos formában is - jelentkezhet. Kisgyermekeknél szamárköhögésre hasonlító köhögőrohamokat produkálhat. Okozhat vírusos agyhártya- vagy agyvelőgyulladást is vagy ritkán hemorrágiás húgyhólyaggyulladást.
A legtöbb ilyen megbetegedés spontán gyógyul, ám meggyengült immunrendszerű betegek esetében nem kizárt a halálos kimenet sem.
A vírus többnyire cseppfertőzéssel terjed, de átadódhat a beteggel vagy tárgyaival (akár törülköző vagy vízcsap) való érintkezés által is. Gasztroenteritisz esetén a tünetek elmúlása után még hetekig ürül a vírus a széklettel. Szexuális kapcsolat vagy elégtelenül fertőtlenített uszodavíz révén is átadódik a fertőzés. A gyakori alapos kézmosással elejét lehet venni az adenovírus-fertőzések nagy részének.
Adenovírus elleni oltóanyag ma nem áll rendelkezésre, annak ellenére hogy az amerikai hadsereg 1971 és 1999 között oltotta a katonáit. Specifikus adenovírus elleni antivirális szerek sincsenek, a betegségek kezelése többnyire a tünetek enyhítésére, vagy a hasonló tüneteket produkáló bakteriális fertőzések elleni antibiotikum-kúrára korlátozódik.

### Állati megbetegedések
Kutyák esetében két vírusfaj ismert, a kutya-adenovírus 1 a kutyák fertőző hepatitiszének kórokozója, amely máj- és érgyulladással jár és halálos kimenetelű is lehet. Ezenkívül szem-és légúti fertőzéseket is okoz. A kutya-adenovírus 2 felső légúti megbetegedésekért felelős.
A különböző vírusfajok légúti megbetegedések kiváltói lehetnek lovak, szarvasmarhák, sertések, juhok és kecskék esetében is. A ló-adenovírus 1 immunhiányos lovakban halálos kimenetelű, tüdőgyulladással és a nyál- és hasnyálmirigypusztulással járó betegséget okoz. 

## Molekuláris biológia
Az adenovírusokat sikeresen alkalmazták génterápiás vagy molekuláris biológiai kísérletekben, ahol adott gének bizonyos sejtcsoportokba bejuttató vektorként használják őket vagy specifikusan a rákos sejteket pusztítják el.

## Fordítás
- Ez a szócikk részben vagy egészben  az   Adenoviridae című angol Wikipédia-szócikk ezen változatának fordításán alapul.  Az eredeti cikk szerkesztőit annak laptörténete sorolja fel. Ez a jelzés csupán a megfogalmazás eredetét és a szerzői jogokat jelzi, nem szolgál a cikkben szereplő információk forrásmegjelöléseként.